# Ricardo Cortez
Ricardo Cortez, egentligen Jacob Krantz, född 19 september 1899 i Wien i Österrike, död 28 april 1977 i New York, var en amerikansk skådespelare. Hans föräldrar emigrerade till Amerika, där han utbildade sig till skådespelare och kom till Hollywood där han bytte namn, och börja uppträda som latino, i stil med Rudolph Valentino.

## Filmografi i urval
- 1926 – Satans sorger
- 1926 – Virveln
- 1927 – Mockery
- 1928 – Den dansande orkidén
- 1929 – The Younger Generation
- 1930 – Her Man
- 1930 – Befordrad till äkta man
- 1931 – Falken från Malta
- 1931 – Transgression
- 1931 – Ten Cents a Dance
- 1931 – Bad Company
- 1931 – Illicit
- 1932 – Thirteen Women
- 1932 – Symphony of Six Million
- 1932 – Charmören på Stora Cafét
- 1933 – Midnight Mary
- 1933 – The House on 56th Street
- 1933 – Nattens drottning
- 1933 – Broadway Bad
- 1934 – Under-bar
- 1934 – Lotusblomman
- 1934 – A Lost Lady
- 1934 – The Big Shakedown
- 1934 – The Man with Two Faces
- 1935 – Frisco Kid
- 1935 – Special Agent
- 1935 – Shadow of Doubt
- 1936 – Den levande döde
- 1936 – Överfallet vid 14:e gatan
- 1937 – West of Shanghai
- 1939 – Sista varningen
- 1939 – Skilsmässomordet
- 1940 – Murder Over New York
- 1941 – A Shot in the Dark
- 1941 – I Killed That Man
- 1946 – Sin egen fånge
- 1947 – Blackmail
- 1948 – Mystery in Mexico
- 1950 – Bunco Squad